# Franz Marchat
Franz Marchat (* 17. März 1964 in St. Pölten) ist ein österreichischer Politiker (Team Stronach, früher FPÖ), und Landwirtschaftsmeister. Er war von 1993 bis 2003 Abgeordneter zum Landtag von Niederösterreich.

## Leben
Marchat besuchte nach der Volksschule ein Untergymnasium und absolvierte in der Folge die landwirtschaftliche Fachschule Pyhra, wo er sich zum Landwirtschaftsmeister ausbilden ließ. Er engagierte sich ab 1990 als geschäftsführender Gemeinderat in Obritzberg-Rust und war von 1995 bis 1998 Gemeinderat, bevor er zwischen 2000 und 2003 sowie von 2005 bis 2007 erneut geschäftsführender Gemeinderat war, ohne jedoch einem Ausschuss vorzustehen. Für den Gemeinderatswahlkampf 2005 erfolgte auch eine Umbenennung der ehemaligen FPÖ-Liste in die neue FPÖ-nahe Liste „WIR“ (ab der GR-Wahl 2015 ohne offizieller Parteizuordnung), deren Zustellungsbevollmächtigter Marchat bis heute ist. Zudem wirkte Marchat zwischen 1994 und 1998 als Landesparteisekretär und vertrat die FPÖ zwischen dem 7. Juni 1993 und dem 24. April 2003 im Landtag. Innerparteilich hatte er zudem die Funktion eines Mitglieds der Bundesparteileitung inne und war ab 1998 im Bundesparteivorstand. Hervorzuheben ist seine enge persönliche Freundschaft mit Jörg Haider.
Marchat, der 1998 bei der Wahl zum FPÖ-Landesobmann-Stellvertreter gescheitert war, unterlag auch 2000 Ernest Windholz bei der Wahl um die Funktion des FPÖ-Landesobmanns von Niederösterreich. Daraufhin legte er 2000 seine Funktion als FPÖ-Klubobmann zurück, die er seit 1998 ausgeübt hatte. 2001 wurde er erneut Landesparteisekretär und wurde im November 2002 auch wieder Klubobmann, nachdem Barbara Rosenkranz in den Nationalrat gewechselt war. Marchat trat in der Folge bei der Landtagswahl in Niederösterreich 2003 als Spitzenkandidat an, verlor jedoch in der Folge der Knittelfelder FPÖ-Versammlung 2002 sieben der ehemals neun Mandate. Marchat zog sich in der Folge aus der Politik zurück.
In den folgenden Jahren betätigte er sich mit einem Partner als Tankstellenbetreiber in St. Pölten, später auch in Pyhra.
Einige Zeit fungierte er auch als Trainer einer Jugendmannschaft beim örtlichen Fußballverein „ASV Statzendorf“, weiters ist er Präsident des Österreichischen Verbands der Brieftaubenzüchter (ÖBTZ), 2013 wurde er in den Vorstand des Weltverbandes gewählt.
Anfang 2013 wurde bekannt, dass Marchat für das Team Stronach den Wahlkampf für die niederösterreichische Landtagswahl organisiert, ohne allerdings für ein Mandat zu kandidieren, einhergehend legte er auch seine FPÖ-Mitgliedschaft zurück. Laut Recherchen der Tageszeitung Kurier gab es konkrete Überlegungen im Team Stronach, Marchat bei einem Wahlerfolg zum Klubobmann zu ernennen beziehungsweise ihn, sollte er diesen Posten nicht bekommen, mit dem Betrag von 100.000 € abzufinden.
Franz Marchat ist verheiratet und hat zwei Söhne sowie eine Tochter.

## Auszeichnungen
- 2004: Großes Silbernes Ehrenzeichen für Verdienste um die Republik Österreich[5]